# Jiří Andrle
Jiří Andrle (* 22. srpna 1982 Plzeň) je český režisér. Je autorem videoklipů, reklam a televizních seriálů.

## Tvorba
Při studiu se věnoval především literatuře. Velmi brzy začal natáčet krátké filmy a videoklipy (Charlie Straight, Tleskač, LUNO, Smrtislav a další), což ho přivedlo k reklamě. Několik let pracoval ve společnosti VAC (Vachler Art Company) a natáčel i magazíny a dokumentární cykly pro Českou televizi (Filmkompas, Naše tradice, Vesnicopis a další), TV Nova a TV Prima. Spolupracoval také s filmovým festivalem Febiofest. Posléze dostal možnost režírovat seriál Ulice a začal se věnovat především hrané tvorbě. Podílel se na seriálech Ordinace v růžové zahradě 2, Případy 1. oddělení či Drazí sousedé a filmech Tajemství a smysl života či Správnej dres. Je také jedním z režisérů Show Jana Krause a úzce spolupracuje s Composers Summit Prague.